# Pomianów Dolny
Pomianów Dolny (niem. Nieder Pomsdorf) – wieś w Polsce położona w województwie dolnośląskim, w powiecie ząbkowickim, w gminie Ziębice.
| SIMC       | Nazwa   | Rodzaj  |
| ---------- | ------- | ------- |
| nie nadano | Golina  | kolonia |
| nie nadano | Rostków | kolonia |

## Podział administracyjny
W latach 1975–1998 miejscowość administracyjnie należała do województwa wałbrzyskiego.

## Demografia
Według Narodowego Spisu Powszechnego (III 2011 r.) liczył 508 mieszkańców. Jest piątą co do wielkości miejscowością gminy Ziębice.

## Zabytki
Do wojewódzkiego rejestru zabytków wpisane są:
- kościół parafialny pw. św. Franciszka Ksawerego, z 1725 r.
- zespół pałacowy, z pierwszej połowy XVIII-XIX w.
  - pałac
  - park

## Sport
W Pomianowie Dolnym działa amatorska drużyna piłkarska LZS Orzeł Pomianów Dolny, grająca w latach 2003-2013, w B-klasie okręgu kłodzkiego (początkowo w grupie III; od sezonu 2006/2007 w grupie II). Największym osiągnięciem zespołu było zajęcie 5. lokaty w rozgrywkach sezonu 2003/2004 (21 meczów, 35 pkt, bilans: 11-2-8).